# Agrupa Sureste
Partido político de España adscrito a la circunscripción electoral de la Villa de Ingenio (Gran Canaria, Islas Canarias). Sus siglas son AGS. Agrupa Sureste se define como un colectivo de vecinos comprometidos con el desarrollo y bienestar de los habitantes de Ingenio. Antes de las elecciones de 2007, Agrupa Sureste firma un acuerdo con Coalición Canaria en el que ambas fuerzas políticas acuerdan apoyarse mutuamente.

## Historia
En las elecciones locales celebradas en el año 2003, su representante Domingo González Romero, accedió a la alcaldía de la Villa de Ingenio tras alcanzar un pacto de gobierno con otras fuerzas políticas, formando un tripartito (Agrupa Sureste, Partido Popular y Coalición Canaria). Posteriormente en las elecciones de 2007, el PSOE recupera la mayoría absoluta. Agrupa Sureste se queda en la oposición con 4 concejales; en elecciones de 2011 Agrupa Sureste disminuyó en cantidad de votos, pero se mantuvo con los mismos 4 concejales, al igual que en 2015 donde gracias a sus cuatro concejales permitió un gobierno del PP, estando esta vez en coalición con Nueva Canaria en las listas electorales. 
Para las elecciones de 2019, Minerva Artiles fue elegida como cabeza de lista del partido y la persona alcaldable del partido, esta vez, descendió en votos hasta obtener la cuarta posición con 3 concejales ocupando los puesto Minerva Artiles, Domingo González y Carmelo Pérez; debido a la abundancia de distintos partidos en el ayuntamiento de Ingenio, el PSOE del municipio tuvo que formar un gobierno a cuatro con los apoyos de Nueva Canarias, Podemos y Agrupa. 

### Elecciones municipales
| Elecciones                               | Votos | %     | Concejales |
| ---------------------------------------- | ----- | ----- | ---------- |
| Elecciones municipales españolas de 2003 | 3.262 | 22    | 5          |
| Elecciones municipales españolas de 2007 | 2.672 | 17,22 | 4          |
| Elecciones municipales españolas de 2011 | 2.542 | 16,77 | 4          |
| Elecciones municipales españolas de 2015 | 2.735 | 17,87 | 4          |
| Elecciones municipales españolas de 2019 | 1.833 | 13,29 | 3          |